# Agata Freyer
Agata Freyer, slovenska lutkovna oblikovalka in pedagoginja, * 11. februar 1945, Ljubljana, Slovenija.

## Življenje
Leta 1964 je končala Srednjo oblikovno šolo, smer modno oblikovanje. Na Akademiji za likovno umetnost in oblikovanje v Ljubljani je diplomirala leta 1970 pri Francetu Miheliču. 
Od tedaj je ustvarila scene, lutke in kostume za preko 40 predstav slovenskih in tujih lutkovnih gledališč. Med letoma 1970 in 2005 je bila zaposlena kot profesorica umetnostne zgodovine na ljubljanski Srednji trgovski šoli, smer aranžerski tehnik. Je soavtorica predmetnega kataloga znanj za predmet Zgodovina umetnosti v srednjih šolah. 
Je sodelavka in življenjska sopotnica slovenskega lutkarja in režiserja Edija Majarona. Deluje kot predavateljica umetnostne zgodovine na univerzi za tretje življenjsko obdobje.

## Nagrade in priznanja
- 2001: Z bratom Rokom Freyerjem sta prejela Valvasorjevo častno priznanje za donacijo Plečnikove opreme trgovine Lectarija Slovenskemu etnografskemu muzeju[1][2]